# Andromaca
Andromaca (in greco antico: Ἀνδρομάχη?, Andromáchē, "colei che combatte gli uomini") è un personaggio della mitologia greca. Fu principessa di Tebe Ipoplacia.
I miti e la tradizione hanno delineato un ritratto sconsolato, rammaricato ed eternamente perseguitato di Andromaca, una figura toccante per essere destinata a perdere tutti i suoi cari.
In contrasto con la relazione tra Elena e Paride, quella tra Andromaca ed Ettore coincide con l'ideale greco di un matrimonio d'amore felice e di reciproca fedeltà, che intensifica la tragedia che condivideranno. Andromaca  è stimata dai troiani per la sua fedeltà coniugale, la sincerità e la bontà d'animo. Si sforza sempre per trovare una soluzione ai problemi, è una figura razionale e realista.

## Genealogia
Figlia di Eezione, sposò Ettore e fu madre di Astianatte, Laodamante e Ossinio; in seguito come concubina di Neottolemo divenne madre di Molosso Pielo e Pergamo.
Da Eleno infine, ebbe un figlio, chiamato Cestrino.

## Mitologia
Andromaca fu mandata dal padre a Troia per dare un erede ad Ettore in un matrimonio combinato, ma subito se ne innamorò. In altre fonti fu Ettore stesso ad andare a Tebe, portandole numerosi doni e chiedendole la mano.
La figura di Andromaca compare per la prima volta nell'Iliade (libro VI), mentre scongiura il marito Ettore di combattere rimanendo sulla difensiva contro Achille e di fermarsi all'albero di caprifico (fico selvatico), nel punto in cui le mura di Troia sono più deboli, ma egli riesce a farla desistere dai suoi intenti, ricordandole il suo ruolo di sposa e di madre, e di non abbattersi e lasciare le faccende riguardanti la guerra a lui, poiché Ettore, in qualità di principe ereditario, è costretto a combattere.

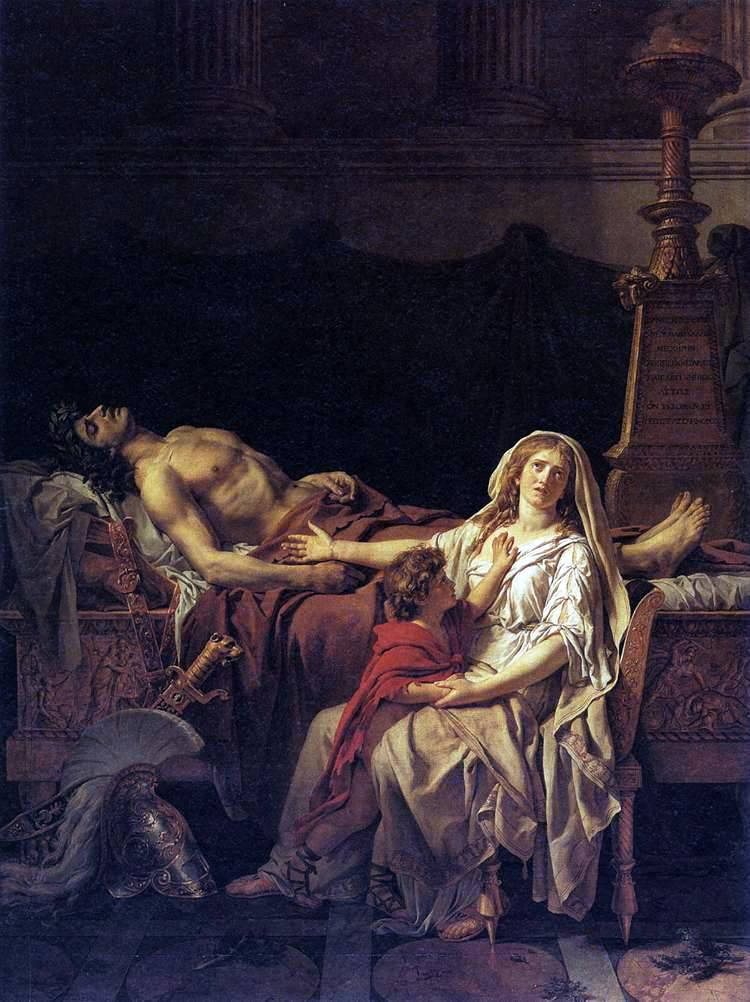
Jacques-Louis David, Andromaca piange la perdita di Ettore.

Circa un anno dopo il suo arrivo a Troia, un'incursione achea contro gli alleati d'Ilio le aveva sterminato il padre Eezìone e tutti i fratelli maschi a eccezione di Pode. La casata di Priamo divenne quindi il suo unico supporto e la sua unica famiglia a cui far riferimento. Andromaca perse poi sia Pode che Ettore, uccisi nel decimo anno della guerra di Troia rispettivamente da Menelao ed Achille, ma le sue tragedie continuarono anche dopo che gli Achei conquistarono la città: il figlio Astianatte le fu strappato da Neottolemo, che seguendo il consiglio di Odisseo lo gettò dalle mura della città per evitare che la stirpe di Priamo avesse una discendenza.
Una volta che la città fu rasa al suolo, gli Achei si spartirono le donne della casa reale ed Andromaca fu fatta schiava di Neottolemo che fece di lei la sua concubina. Ma Andromaca non dimenticò mai l'amore che provava per Ettore, e questo generò in Neottolemo una grande rabbia, nonostante gli avesse generato tre figli: Molosso, Pielo e Pergamo. La bellezza di Andromaca scatenò anche la gelosia di Ermione, la promessa sposa di Neottolemo. Dopo che fu abbandonata da Neottolemo sposò Eleno e divenne madre di Cestrino.
Nell'Eneide virgiliana Enea incontra Andromaca che ha ritrovato la pace elevando un cenotafio al defunto Ettore e sposando in terze nozze Eleno, il fratello indovino di Ettore, che regna sulla rocca di Butrinto. Gli esuli vi hanno costruito una piccola Troia per ritrovare quella patria e quella famiglia dalla quale le vicende di una rovinosa guerra li avevano allontanati con violenza.
Nella tragedia di Jean Racine Andromaca, il mito di Andromaca ritrova la sua etica e il suo lirismo.

## Tragedie
- Andromaca di Euripide
- Andromaca di Jean Racine
- Andromaca di Pavel Katenin
- Le troiane di Euripide
- Le troiane di Lucio Anneo Seneca

## Poesia
Andromaca è invocata da Charles Baudelaire nella sua poesia Il cigno, contenuta ne I fiori del male. Il poeta paragona a quella della principessa mitologica la propria sofferenza, nata dal trauma di una Parigi in frenetico cambiamento. Il componimento si apre con: Andromaca, è a te che penso!.

## Opere musicali
- Andromaca di Antonio Caldara
- Andromaca di Francesco Feo
- Andromaca di André-Ernest-Modeste Grétry
- Andromaca di Vicente Martín y Soler
- Andromaca di Giovanni Paisiello
- Andromaca di Antonio Maria Gaspare Sacchini
- Ermione di Gioachino Rossini
- Andromaque (musiche di scena per Racine) di Camille Saint-Saens

## Cinema
- Andromaca è impersonata in una libera interpretazione cinematografica dell'Iliade, Troy di Wolfgang Petersen, dall'attrice Saffron Burrows.
- Il mito di Andromaca è reinterpretato in chiave moderna nel film The Old Guard, con Charlize Theron nel ruolo principale.